# Sint-Hubertuskerk (Hulsen)

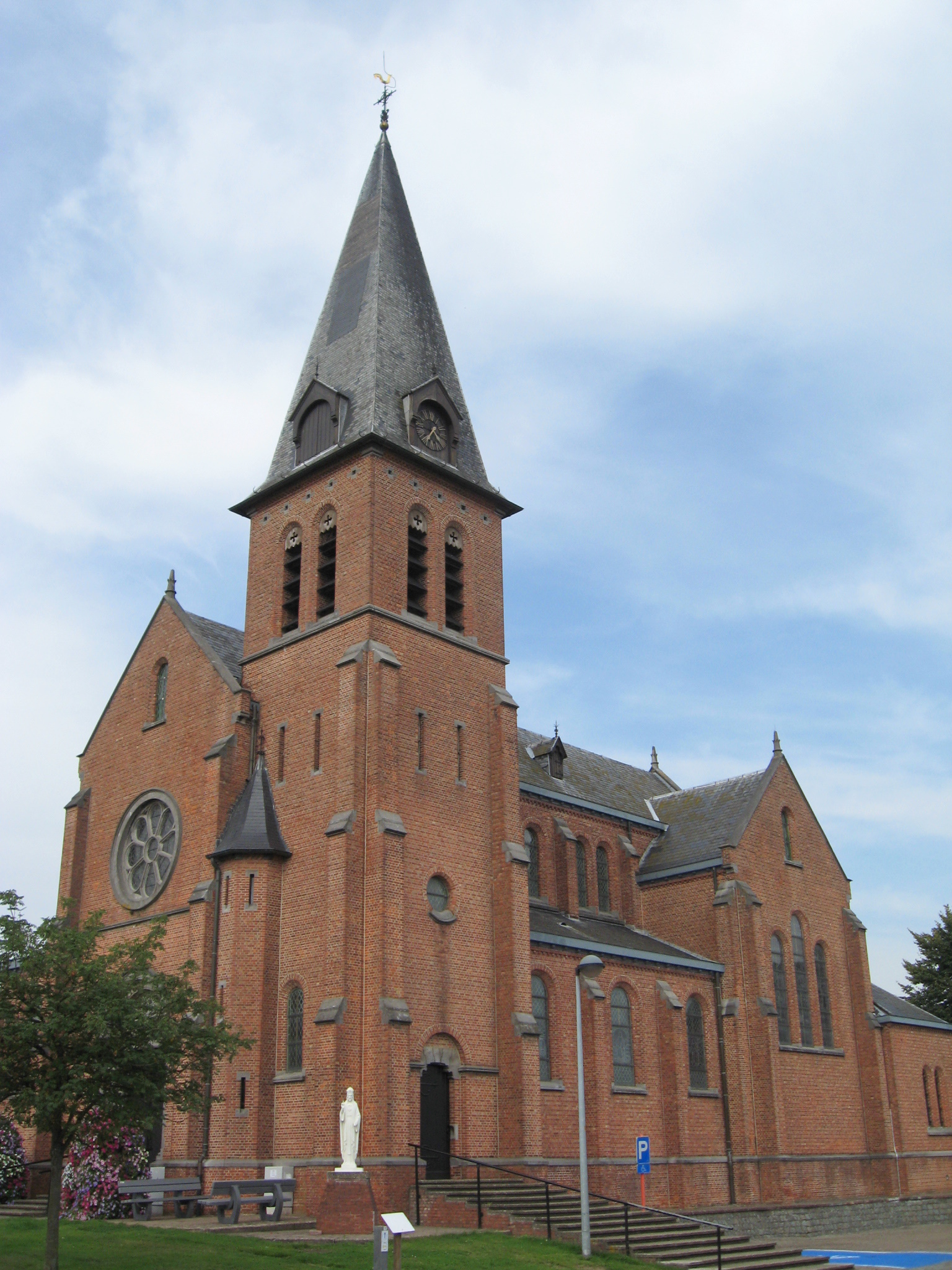
Sint-Hubertuskerk

De Sint-Hubertuskerk is de parochiekerk van de tot de Antwerpse gemeente Balen behorende plaats Hulsen, gelegen aan Hulsen 109.

## Geschiedenis
Hulsen was kerkelijk afhankelijk van de parochie van Meerhout. In Hulsen stond vanaf 1543 een kapel. In 1808 werd Hulsen een zelfstandige parochie die echter pas in 1842 officieel werd erkend.
De kapel was in gebruik tot 1889, toen de nieuwe kerk in gebruik werd genomen. Deze was van 1898-1899 gebouwd naar ontwerp van Pieter Jozef Taeymans. De kapel werd daarna gesloopt.

## Gebouw
Het betreft een georiënteerde bakstenen kruisbasiliek met pseudotransept, in neoromaanse stijl. Het koor is halfcirkelvormig afgesloten. De kerk heeft een half aangebouwde zuidwesttoren van vier geledingen, gedekt door een ingesnoerd tentdak.

## Interieur
De kerk bezit een aantal gepolychromeerd houten heiligenbeelden, afkomstig uit de kapel, en wel een Sint-Hubertus (1e helft 16e eeuw); Sint-Lucia en Sint-Barbara (2e helft 16e eeuw); Onze-Lieve-Vrouw met Kind (1e helft 17e eeuw); Sint-Bernardus (1e helft 18e eeuw) en Sint-Donatus (midden 19e eeuw).
Het kerkmeubilair is begin 20e eeuw in neogotische stijl.